# New Castle (Nueva York)
New Castle es un pueblo ubicado en el condado de Westchester en el estado estadounidense de Nueva York. En el año 2000 tenía una población de 17,491  habitantes y una densidad poblacional de 291 personas por km².

## Geografía
New Castle se encuentra ubicado en las coordenadas 41°11′7″N 73°46′7″O / 41.18528, -73.76861. Según la Oficina del Censo, la ciudad tiene un área total de 60,7 km² (23,4 mi²), de la cual 60 km² (23,2 mi²) es tierra y 0,7 km² (0,3 mi²) (1.15%) es agua.

## Demografía
Según la Oficina del Censo en 2000 los ingresos medios por hogar en la localidad eran de $159,691, y los ingresos medios por familia eran $174,579. Los hombres tenían unos ingresos medios de $100,000 frente a los $67,275 para las mujeres. La renta per cápita para la localidad era de $73,888. Alrededor del 3.5% de la población estaban por debajo del umbral de pobreza.